# Mount Carmel (Indiana)
Mount Carmel es un pueblo ubicado en el condado de Franklin en el estado estadounidense de Indiana. En el Censo de 2010 tenía una población de 86 habitantes y una densidad poblacional de 737,88 personas por km².

## Geografía
Mount Carmel se encuentra ubicado en las coordenadas 39°24′27″N 84°52′32″O / 39.40750, -84.87556. Según la Oficina del Censo de los Estados Unidos, Mount Carmel tiene una superficie total de 0.12 km², de la cual 0.12 km² corresponden a tierra firme y (0%) 0 km² es agua.

## Demografía
Según el censo de 2010, había 86 personas residiendo en Mount Carmel. La densidad de población era de 737,88 hab./km². De los 86 habitantes, Mount Carmel estaba compuesto por el 97.67% blancos, el 0% eran afroamericanos, el 0% eran amerindios, el 0% eran asiáticos, el 0% eran isleños del Pacífico, el 0% eran de otras razas y el 2.33% pertenecían a dos o más razas. Del total de la población el 0% eran hispanos o latinos de cualquier raza.